# Doktryna Estrady
Doktryna Estrady – zasada prawna przyjęta w Meksyku w 1930 roku, uznaje odmowę lub udzielenie uznania za interwencję niezgodną z suwerennością uznanego podmiotu prawa międzynarodowego. Sformułował ją minister spraw zagranicznych Meksyku Estrada (1930-32). Oznacza, iż państwa powinny utrzymywać ze sobą stosunki dyplomatyczne tak długo jak to możliwe, bez zważania na kolejne zmiany rządów oraz ich preferencje polityczne.